# Хойнан, Ян
Ян Хойнан, немецкий вариант — Йоганнес Хойнан (н.-луж. Jan Chojnan, нем. Johannes Choinan; 24 августа 1616 год, деревня Вики, Лужица — 1664 года, Любнёв, Лужица) — лютеранский священник и лужицкий лингвист. Автор старейшей грамматики нижнелужицкого языка. Один из авторов лужицкого алфавита.
Служил пастором в лютеранском приходе в серболужицкой деревне Церквица в окрестностях города Любнёв. В 1650 году написал на основе котбусского диалекта первую в истории грамматику нижнелужицкого языка.
В его память в Люббенау названа улица Johannes-Choinan-Straße.